# Andrzej Radziszewski
Andrzej Radziszewski ps. „R. Arski” (ur. 7 listopada 1886 w Grodnie, zm. 28 listopada 1934 w Jakucku) – działacz komunistyczny, publicysta, ekonomista, krytyk literacki.
Po ukończeniu grodzieńskiego gimnazjum w 1905 studiował na politechnice w Warszawie, następnie w Petersburskim Instytucie Górniczym i w Akademii Górniczej we Freibergu w Saksonii (do 1914). Początkowo (od wiosny 1905) członek PPS, szybko jednak zbliżył się do SDKPiL, a 1906-1908 był agitatorem bolszewickim w Kołpino i Petersburgu. W 1910 członek Komitetu Petersburskiego Socjaldemokratycznej Partii Robotniczej Rosji (bolszewików) (SDPRR (b)), członek jego Komisji Wykonawczej i redakcji. Brał udział w antycarskich demonstracjach, za co był kilkakrotnie aresztowany. W 1911 współpracownik „Wolnego Głosu” – legalnego pisma SDKPiL. Od 1914 działał w Rosji, współpracował z „Prawdą”, był jednym z czołowych działaczy SDKPiL w Rosji. W 1915 został współredaktorem pisma bolszewickiego „Waprosy Strachowanija”, następnie wraz z Maksymem Gorkim wydawał miesięcznik „Letopis”. Współredagował też pismo „Życie”. Działacz Stowarzyszenia Robotniczego „Promień”, prowadził cykl prelekcji propagujących program SDPRR(b) i SDKPiL.
Po rewolucji lutowej 1917 brał udział w utworzeniu redakcji „Izwiestji” i został członkiem Centralnego Kolegium Wykładowców Komitetu Piotrogrodzkiego SDPRR(b). Podczas rewolucji październikowej był komisarzem Piotrogrodzkiego Komitetu Wojskowo-Rewolucyjnego przy Nikołajewskiej Szkole Kawalerii. XI 1917-V 1918 sekretarz Komisariatu Ludowego Pracy Rosyjskiej Federacyjnej Socjalistycznej Republiki Radzieckiej (RFSRR).
Brał udział w II Ogólnorosyjskim Zjeździe Komisarzy Pracy w Moskwie, na którym wygłosił referat. Współpracownik pisma SDKPiL „Trybuna”. V-XI 1918 kierownik Wydziału Rozdziału Metali Najwyższej Rady Gospodarki Narodowej RFSRR, potem redaktor jej organu „Ekonomiczeskaja Żizn” i kierownik działu ekonomicznego dziennika „Izwiestija WCIK”. W listopadzie 1918 w Moskwie uczestniczył w III Konferencji grup SDKPiL w Rosji. Instruktor KC RKP(b) i Centralnego Komitetu Wykonawczego (CKW) grup KPRP w Rosji, współpracownik polskojęzycznych pism komunistycznych w Rosji sowieckiej – „Trybuny Komunistycznej” i „Głosu Komunisty”. XI 1919 – II 1920 pełnomocnik Ogólnorosyjskiego Centralnego Komitetu Wykonawczego (WCIK) RSFRR w Tule. X 1920-III 1921 w Rostowie nad Donem był redaktorem pisma „Sowietskij Jug”, a następnie redaktor odpowiedzialny gazety „Stanok”. Ekspert strony sowieckiej w czasie rokowań w Rydze. 1921-1925 członek kolegium dziennika „Pietrogradskaja Prawda”. W listopadzie 1921 brał udział w IV Gubernialnej Konferencji Komunistów-Polaków.
1925-1927 kierownik Instytutu Badań Ekonomicznych i Kursów Komisariatu Ludowego Finansów ZSRR. 1927-1928 kierownik działu ekonomicznego w Wydawnictwie Państwowym w Leningradzie. 1928-1931 jako profesor ekonomiki górnictwa był wykładowcą Instytutu Górnictwa w Leningradzie. III 1928-V 1929 zastępca kierownika leningradzkiego obwodowego oddziału cenzury. Od września 1933 przewodniczący Rady Naukowo-Technicznej przy Radzie Komisarzy Ludowych Jakuckiej Autonomicznej Socjalistycznej Republiki Radzieckiej (ASRR). Zastępca członka Jakuckiego Komitetu Obwodowego WKP(b). Autor wielu rozpraw i artykułów.